# Marmertinamoe
De marmertinamoe (Crypturellus undulatus) is een vogel uit de familie tinamoes (Tinamidae). De wetenschappelijke naam van de soort is voor het eerst geldig gepubliceerd in 1815 door Temminck.

## Beschrijving
De marmertinamoe wordt ongeveer 28–30 cm groot en weegt 300 g. De vogel is voornamelijk bruin en grijs, met een zwart (niet goed zichtbaar) patroon op de rug en nek. De keel is wit en de buik olijfkleurig of vaalgeel. De poten zijn grijs, geel of groenachtig.

## Voedsel
De marmertinamoe voedt zich met vruchten, zaden en insecten.

## Voortplanting
Het nest is een put in de grond, waar het vrouwtje drie eieren in legt. Na ongeveer 17 dagen komen de eieren uit.

## Voorkomen
De soort komt voor in het midden-zuiden van het Amazoneregenwoud en telt zes ondersoorten:
- C. u. manapiare: zuidelijk Venezuela.
- C. u. simplex: zuidelijk Guyana en het noordelijke deel van Centraal-Brazilië.
- C. u. yapura: het westelijk Amazonebekken.
- C. u. adspersus: centraal Brazilië.
- C. u. vermiculatus: oostelijk Brazilië.
- C. u. undulatus: van zuidoostelijk Peru tot noordelijk Argentinië.

## Beschermingsstatus
Op de Rode Lijst van de IUCN heeft de soort de status niet bedreigd.

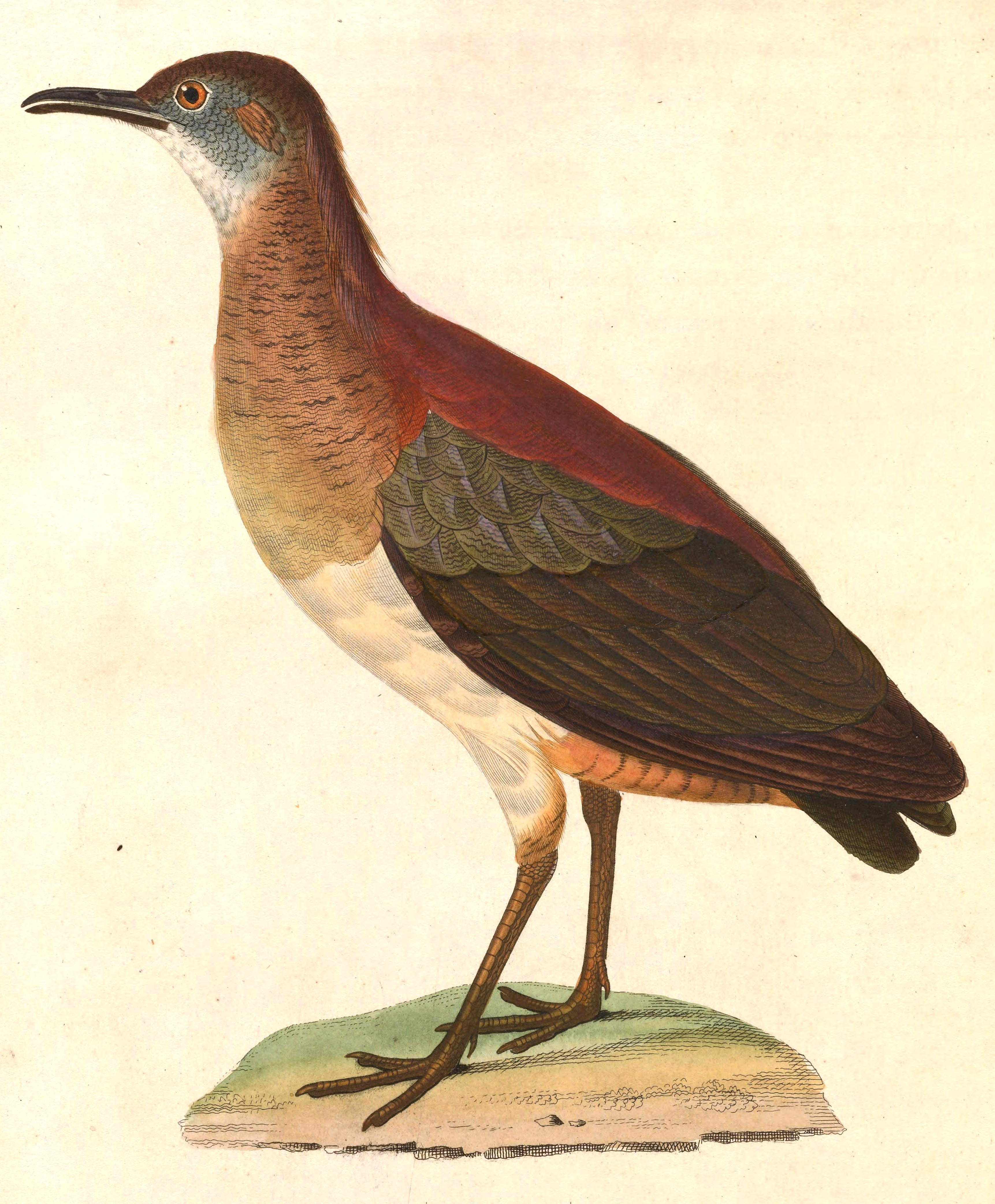
Afbeelding uit een publicatie van Temminck (1838)